# Bdelyrus paraensis
Bdelyrus paraensis (лат.) — вид пластинчатоусых жуков рода Bdelyrus из подсемейства скарабеины (Scarabaeinae). Неотропика: Бразилия (Para, Jacareacanga). Вид назван месту обнаружения типовой серии (штат Пара на севере Бразилии).

## Описание
Длина тела до 6,60 мм, ширина до 3,52 мм. Отличаются угловатыми парамерами самцов с короткими узкими вершинами, а также крупными задними бёдрами. Глаза крупные. Клипеус выступает вперёд. Межглазничное расстояние равно 5,73 диаметрам глаз; клипеус лоб и щёки грубо пунктированные. Основная окраска тела коричневато-чёрная, блестящая. Навозный жук, населяет вечнозелёные тропические леса Амазонии. Встречается в декабре. Усики с 3-члениковой булавой. Задние голени с одной вершинной шпорой. Вид был впервые описан в 1998 году канадским энтомологом Джойсом Куком (Joyce Cook, North Augusta, Онтарио, Канада) по материалам, собранным в Боливии.